# بارنابي فيليبس
بارنابي فيليبس (بالإنجليزية: Barnaby Phillips)‏؛ (1978 -) هو مراسل بريطاني في الجزيرة الإنجليزية يغطي أوروبا.